# Садовый (Славянский район)
Садо́вый — посёлок в Славянском районе Краснодарского края.
Входит в состав Прибрежного сельского поселения.

## Население
| 2002 | 2010  |
| ---- | ----- |
| 1100 | ↗1103 |

## Улицы
| - ул. 40 лет Победы, - ул. Алафердова, - ул. Береговая, - пер. Весенний, - ул. Виноградная, | - пер. Водный, - ул. Дружбы, - ул. Жемчужная, - ул. Комсомольская, - ул. Летняя, | - ул. Мира, - пер. Песчаный, - ул. Речная, - пер. Школьный, - пер. Яблоневый. |

## Инфраструктура
В посёлке функционируют общеобразовательная школа № 8, клуб, почтовое отделение, фельдшерско-акушерский пункт.

## Известные жители
- Алафердов, Александр Галустович (1914—1994) — советский военнослужащий, лейтенант. Полный кавалер ордена Славы.